# Ceratitis rosa
Ceratitis rosa
 es una especie de insecto del género Ceratitis de la familia Tephritidae del orden Diptera. 
Karsch la describió científicamente por primera vez en el año 1887.